# Eugenia florida
O Guamirim (Eugenia florida, da família Myrtaceae) ou GUAMIRIM-CEREJA é uma árvore da Floresta semideciduas (que perdem as folhas) de altitude, do Sul e Sudeste do Brasil, apesar de já ter sido confirmada sua presença também Norte (Acre, Amazonas, Amapá, Pará, Rondônia, Roraima, Tocantins), Nordeste (Alagoas, Bahia, Ceará, Maranhão, Paraíba, Pernambuco, Piauí), Centro-Oeste (Distrito Federal, Goiás, Mato Grosso do Sul, Mato Grosso), Sudeste (Espírito Santo, Minas Gerais, Rio de Janeiro, São Paulo), Sul (Paraná, Rio Grande do Sul, Santa Catarina), nos Domínios Fitogeográficos da Amazônia, Caatinga, Cerrado, Mata Atlântica. 

## Característica
Arvore de 5 a 9 metros de altura, com tronco castanho acinzentado de 20 a 35 cm de diâmetro com casca rugosa e fissurada longitudinalmente. A copa é arredondada e pouco densa com folhagem vermelho ferrugineo na brotação. As folhas são simples, opostas de textura cartácea (semelhante à cartolina), glabras (sem pelos) em ambas as faces, medindo 6 a 10 cm de comprimento por 2,5 a 4,5 cm de largura, com base cuneada (como cunha) e ápice acuminado (com ponta longa). A inflorescência mede 8 a 16 cm de comprimento e é do tipo cimeira bípara isto é, um pequeno cacho que tem 2 pares de flores opostas e uma única flor na ponta. O botão floral é verde amarelado, mede 4 mm de diâmetro e depois de aberto mede 1,4 cm de diâmetro. Os frutos são drupas carnosas de 8 mm a 1,3 cm de diâmetro.

## Usos
Frutifica nos meses de outubro e novembro. Os frutos são consumidos in natura, na forma de sucos e produzem deliciosa geleia. As flores são melíferas e a arvore de crescimento rápido e produtora de frutos

## Etimologia
Guamirim – vem do tupi-guarani e significa “Fruta pequena” esse nome abrange aproximadamente 100 espécies de myrtaceas com fruto de no máximo 1 cm de diâmetro, lamentavelmente os adjetivos indígenas que identificam as espécies foram se perdendo no tempo. Guamirim-cereja e pitanga preta (E. florida)
- https://www.colecionandofrutas.com.br/eugeniaflorida.htm
- http://reflora.jbrj.gov.br/reflora/listaBrasil/ConsultaPublicaUC/BemVindoConsultaPublicaConsultar.do?invalidatePageControlCounter=1&idsFilhosAlgas=%5B2%5D&idsFilhosFungos=%5B1%2C10%2C11%5D&lingua=&grupo=5&familia=null&genero=&especie=&autor=&nomeVernaculo=&nomeCompleto=Myrtaceae+Eugenia+florida+DC.&formaVida=null&substrato=null&ocorreBrasil=QUALQUER&ocorrencia=OCORRE&endemismo=TODOS&origem=TODOS&regiao=QUALQUER&estado=QUALQUER&ilhaOceanica=32767&domFitogeograficos=QUALQUER&bacia=QUALQUER&vegetacao=TODOS&mostrarAte=SUBESP_VAR&opcoesBusca=TODOS_OS_NOMES&loginUsuario=Visitante&senhaUsuario=&contexto=consulta-publica